# Dilemă
O dilemă este o problemă care oferă două posibilități, raționament care propune două soluții dintre care trebuie aleasă una, deși ambele duc la aceeași concluzie.

## Argumentele dilematice
Dilema este uneori utilizată ca un dispozitiv retoric. Izolarea sa ca material de carte a fost atribuită lui Hermogenes de Tarsus în lucrarea sa Invention. C. S. Peirce a dat o definiție a argumentului dilematic ca orice argument bazat pe mijlocul exclus.
În formularul "trebuie să accepți fie A, fie B"; aici A și B ar fi propoziții, fiecare conducând la o altă concluzie și aplicată incorect, constituie o dihotomie falsă, adică o eroare. Folosirea tradițională a distins dilema ca un "silogismul cu coarne" de sofismul care a atras denumirea latină cornutus. Folosirea originală a cuvântului coarne în limba engleză a fost atribuită lui Nicholas Udall în cartea sa Parafrazări din 1548, traducând din termenul latin cornuta interogatio.

### În filosofie
Argumentarea dilematică a fost atribuită lui Melissus de Samos, un filozof presocratic, ale cărui lucrări supraviețuiesc în formă fragmentară, făcând originea tehnicii în filosofie imponderabilă. A fost stabilită împreună cu Diodorus Cronus (mort în 284 î.Hr.) Paradoxurile lui Zenon din Eleea au fost raportate de Aristotel în formă de dilemă, dar ar fi putut să se conformeze cu ceea ce a spus Platon despre stilul lui Zeno.

### Dileme morale și etice
În cazul în care două principii morale par inconsecvente, un actor are o dilemă în ceea ce privește principiul de urmat. Acest tip de studiu este atribuit lui Cicero, descris în lucrarea De Officiis, cartea a III-a.  În tradiția creștină de cazuistică, o abordare a clasificării abstracte a principiilor introduse de Bartolomé de Medina în sec. al XVI-lea a devenit afectată de acuzațiile de laxism (probabilism catolic), la fel ca și cazuistica însăși. 

## Vezi și
- Paradox
- Falsa dilemă